# 晉朝相國、丞相列表
《晉書·志第十四·職官》：「丞相、相國，並秦官也。晉受魏禪，並不置，自惠帝之後，省置無恆。為之者，趙王倫、梁王肜、成都王穎、南陽王保、王敦、王導之徒，皆非復尋常人臣之職。」今據《晉書》諸《帝紀》作此表，在位年數不足一年者，按一年計算。

## 丞相
《晉書·卷三·帝紀第三·世祖武帝》載：「（咸熙二年）九月戊午，以魏司徒何曾為（晉國）丞相……」
| 序次                     | 爵位         | 姓名   | 在位年數 | 在位時間     | 皇帝   |
| 晉朝丞相（265年－420年） |              |        |          |              |        |
| 1                        | 梁孝王       | 司馬肜 | 1年      | 300年－301年 | 晉惠帝 |
| 2                        | 成都王       | 司馬穎 | 2年      | 304年－306年 | 晉惠帝 |
| 3                        | 東海孝獻王   | 司馬越 | 4年      | 307年－311年 | 晉懷帝 |
| 4左                      | 琅邪王       | 司馬睿 | 2年      | 313年－315年 | 晉愍帝 |
| 4右                      | 南陽王       | 司馬保 | 2年      | 313年－315年 | 晉愍帝 |
| 5                        | 琅邪王       | 司馬睿 | 2年      | 315年－317年 | 晉愍帝 |
| 6                        | 武昌郡公     | 王敦   | 1年      | 322年        | 晉元帝 |
| 7                        | 始興文獻郡公 | 王導   | 1年      | 338年－339年 | 晉成帝 |
| 8                        | 琅邪王       | 司馬昱 | 6年      | 366年－372年 | 晉廢帝 |
| 贈                       | 南郡宣武公   | 桓溫   | －       | 373年贈      |        |
| 9                        | 南郡公       | 桓玄   | 1年      | 402年        | 晉安帝 |

## 相國
《晉書·卷四·帝紀第四·惠帝》載：「（永康元年四月）甲午，倫矯詔大赦，自爲相國、都督中外諸軍，如宣文輔魏故事，追復故皇太子位。」
| 序次                     | 爵位     | 姓名   | 在位年數 | 在位時間     | 皇帝          |
| 晉朝相國（265年－420年） |          |        |          |              |               |
| 1                        | 趙王     | 司馬倫 | 1年      | 300年        | 晉惠帝        |
| 2                        | 南陽元王 | 司馬保 | 2年      | 315年－317年 | 晉愍帝        |
| 3                        | 南郡公   | 桓玄   | 1年      | 403年－404年 | 晉安帝        |
| 4                        | 宋公     | 劉裕   | 2年      | 418年－420年 | 晉安帝 晉恭帝 |